# پشت‌بالان
 پُشت‌بالان(نام علمی: Notoptera) نام یک راسته از رده حشره است.